# Micropristis
Micropristis is een geslacht van uitgestorven ganopristide sclerorhynchoïden dat leefde tijdens het Laat-Krijt in wat nu het Midden-Oosten en Europa is.